# Мартинова Яна Валеріївна
Яна Мартинова (рос. Яна Валерьевна Мартынова; нар. 3 лютого 1988) — російська плавчиня.
Учасниця Олімпійських Ігор 2004, 2008, 2012 років.
Призерка Чемпіонату світу з водних видів спорту 2007 року.
Призерка Чемпіонату Європи з водних видів спорту 2008 року.
Переможниця літньої Універсіади 2013 року.